# Francesca Vanthielen
Francesca Vanthielen (Eeklo, 24 december 1972) is een Vlaams actrice, presentatrice en omroepster. Haar kinder- en jeugdjaren bracht ze in Zonhoven door. 
Francesca Vanthielen behaalde een licentiaat Toegepaste Economische Wetenschappen aan de Katholieke Universiteit Leuven en heeft een Postgraduate Acting van de Mountview Theatre School in Londen. In 2009 behaalde ze nog een master in de vergelijkende en internationale politiek aan de Katholieke Universiteit Leuven.
Ze is bekend voor haar engagement in de strijd tegen global warming en voor de economische verslaggeving op Kanaal Z. 
Ze engageerde zich voor de Klimaatzaak en zei in dit verband: "Wat politici nu doen, is een brandend huis blussen met een emmer water, iets wat nooit kan slagen."

## Presentatrice

### Televisie
- Bingo (VRT)
- Symons & Vanthielen (VTM)
- Omroepster (VTM)
- Super 50 (VTM, 1989-1993)
- Go2! (VTM, 1998)
- Zonder Woorden (VTM, 1999)
- Hi5 (VTM, 2000-2001)
- Rijker dan je denkt (VTM, 2002)
- De 100 helden van 2004 (VTM, 2004)
- Aspe (2004-2014)
- De Werf (VTM, 2004-2006)
- Sterren op de Dansvloer (VTM, 2006-2008, 2010, 2012-2013)
- Dancing on Ice (VTM/RTL 4, 2006)
- Baantjer (Eva de Jong, 2006)
- Sterren Op Het IJs (VTM, 2007)
- LouisLouise (VTM, 2008-2009)
- De Italiaanse Droom (VTM, 2008-2009)
- Chef vs Vlaanderen (VTM, 2009)
- De Andalusische droom (VTM, 2009-2010)
- Gelukkig getrouwd? (VTM, 2010)
- My Name Is... (VTM/RTL 4, 2010)
- Domino, de zoektocht (VTM, 2011)
- Cijfers Liegen Niet (VTM, 2012)
- Z-Talk (Kanaal Z, 2019)
- Thuis (één, 2019)

### Radio
- Radio TAM TAM (BRT)
- Hit FM Radio Noordzee
- Qmusic
- Studio Brussel
- Radio 1

## Jurylid
- Dansdate (VTM, 2015)

## Engagement
In 2010 was Vanthielen een van de oprichters van G1000, een burgerinitiatief dat 1000 willekeurig gekozen burgers wil laten discussiëren over waar ze echt van wakker liggen. De G1000 gelooft dat mensen iets te vertellen hebben over de samenleving, ook tussen twee verkiezingen. De eerste bijeenkomst was gepland op 11 november 2011.
In 2016 ging ze aan de slag bij Unia, waar ze acht maanden bij de communicatie zou werken.
Huidig (anno 2023):
Ulrike D'hauwer · Liam D'hert · Dorothee Dauwe · Tom De Cock · Jana De Wilde · Vincent Fierens · Yoren Linsen · Maxine Janssens · Nils Melckenbeeck · Loore Nelen · Regi Penxten · Jolien Roets · Emma Salden · Jan Thans · Maarten Vancoillie · Matthias Vandenbulcke · Paulien Van der Jeugt · Naomi Vanderpoorten · Vincent Vangeel · Liam Van Haverbeke · Dimitri Wouters
Voormalig (2001–2023):
Dorianne Aussems (2013–2014) · Rik Boey (2010–2013, 2015–2017) · Born (2015–2017) · Herbert Bruynseels (2001–2009) · Anke Buckinx (2007–2016) · Bab Buelens (2020) · Armin van Buuren (2021–2022) · Marcia Bwarody (2013–2017) · Joren Carels (2018–2020) · Séverine Champeaux (2013–2015) · Sam De Bruyn (2015–2020) · Erwin Deckers (2001–2008) · Jolien De Greef (2015) · Anneke De Keersmaeker (2002) · Felice Dekens (2011–2022) · Frederika Del Nero (2011–2012) · Nathalie Delporte (2001–2014) · Serge De Marre (2004–2015) · Eline De Munck (2012–2014) · Bart-Jan Depraetere (2001–2019) · Dries De Vis (2019–2020) · Inge De Vogelaere (2017–2020) · Sean Dhondt (2015–2023) · Elien D'hooge (2019–2021) · Yasmina El Messaoudi (2014–2015) · Evi Geysels (2010–2018) · Elizabeth Gesels (2016) · Violette Goemans (2015–2017) · Jenno Hallaert (2012–2015) · Wine Lauwers (2011–2019) · An Lemmens (2015–2019) · Kris Mannaerts (2006–2011) · Kristin Moers (2002–2003) · Marie Monballiu (2014–2021) · Sarah Mylle (2016–2020) · Johan Notebaert (2001–2002) · Wim Oosterlinck (2006–2020) · Sven Ornelis (2001–2016) · Hans Otten (2002–2003) · Xander Peeters (2011–2013) · Astrid Philips (2011–2014) · Elke Plancke (2012–2013) · Jarne Ponet (2023) · Alexandra Potvin (2001–2009) · Jarne Rediers (2021-2023) · Kürt Rogiers (2008–2015) · Thomas Rottier (2021-2023) · Carl Schmitz (2001–2014) · Elias Smekens (2013–2018) · Kenny Smet (2006–2011) · Toon Smet (2015–2018) · Sara Steegen (2011–2012) · Kenneth Stevens (2006–2016) · Loïc Thaler (2015-2016, 2018-2022) · Shalini Van den Langenbergh (2014–2018) · Julie Van den Steen (2021) · Joke van de Velde (2013–2015) · Elke Vanelderen (2005–2006) · Arne Vanhaecke (2015–2016) · Maureen Vanherberghen (2016–2023) · Elke Van Mello (2008–2010) · Francesca Vanthielen (2001–2002) · Erika Van Tielen (2006–2008) · Heidi Van Tielen (2015–2018) · Bjorn Verhoeven (2001–2012) · Peter Verhoeven (2001–2018) · Steffi Vertriest (2013–2015) · Kristien Wollants (2018–2020)
- Gemeinsame Normdatei: 142294934
- International Standard Name Identifier: 0000 0000 9114 9935
- MusicBrainz: eef2a18a-6a7f-459d-b4e8-9025bce0f211
- Virtual International Authority File: 133291907